# مشروع معايير الويب
مشروع معايير الويب (بالإنجليزية: Web Standards Project)‏ يضم مجموعة من مطوري الويب المحترفين تهدف إلى تشجيع استخدام معايير الويب التي تضعها رابطة الشبكة العالمية.

## نشاطات
- أسيد2: اختبار لقدرة متصفحات الويب على عرض صفحات الويب وفقاً للمعايير القياسية للويب.
- أسيد3:النسخة الثالثة من اختبار أسيد

## وصلات خارجية
- موقع مشروع معايير الويب